# جيريمي فيرنانديز
جيريمي فيرنانديز (14 أغسطس 1995 في هولندا - ) (بالهولندية: Jeremy Fernandes)‏ هو لاعب كرة قدم هولندي في مركز الدفاع. لعب مع دين بوستش.

## وصلات خارجية
- جيريمي فيرنانديز على موقع قاعدة بيانات كرة القدم.إي يو (الإنجليزية)
- جيريمي فيرنانديز على موقع Soccerway.com (الإنجليزية)
- جيريمي فيرنانديز على موقع عالم كرة القدم.نت (الإنجليزية)